# Puttane assassine
Puttane assassine è una raccolta di racconti dello scrittore cileno Roberto Bolaño pubblicata per la prima volta in lingua spagnola nel 2001.

## I racconti
La raccolta è composta da 13 racconti brevi:
- Silva, detto l'Occhio
- Gomez Palacio
- Ultimi crepuscoli sulla terra
- Giorni del 1978
- Vagabondo in Francia e in Belgio
- Prefigurazione di Lalo Cura
- Puttane assassine
- Il ritorno
- Buba
- Dentista
- Fotografie
- Carnet di ballo
- Incontro con Enrique Lihn

## Principali temi trattati

### Solitudine
In molti di questi racconti le storie narrate da Bolaño hanno come protagonisti uomini solitari, spesso in viaggio verso una meta indefinita. Il racconto “Gomez Palacio”, ad esempio, parla di un professore di lettere che si ritrova ad insegnare letteratura creativa in un liceo di uno sperduto paese messicano (da cui prende nome il racconto) dove non conosce nessuno. Anche nel racconto “Vagabondo in Francia e in Belgio” il protagonista “B” si ritrova ad errare da solo avendo come compagnia una rivista comprata da un rigattiere e degli incontri occasionali con prostitute, fino a prima di incontrare la figlia di un suo vecchio amico.

### La condizione dell'esule
Il complesso rapporto che esiste tra gli esuli ed il proprio paese di origine e tra le comunità di persone dello stesso paese in terra straniera sono argomenti che fanno spesso da sfondo alle opere di Bolaño. Il tema viene qui ripreso soprattutto nel racconto “Giorni del 1978 “ e in parte nei racconti “ Silva, detto l'Occhio” e “Vagabondo in Francia e in Belgio”.

### Episodi surreali
In molti dei racconti raccolti in questo libro i protagonisti si ritrovano a dover affrontare situazioni fuori dall'ordinario, caratterizzate da elementi surreali o magici. “Puttane assassine”, racconto narrato in forma di dialogo che dà il nome a questa raccolta, un tifoso di calcio si ritrova prigioniero e vittima di sevizie in casa della donna che lo ha appena rimorchiato dopo averlo visto in un servizio del telegiornale. Anche in “Silva, detto l'Occhio” il protagonista vive un'esperienza surreale in oriente. Più incentrato invece sugli elementi magici, in questo caso riti voodoo, è il racconto a sfondo calcistico "Buba".

## Riferimenti autobiografici
Alcuni dei racconti sembrano avere, per narrazione e corrispondenze con episodi realmente accaduti nella vita dell'autore, un fondo autobiografico. Ad esempio il racconto “Ultimi crepuscoli sulla terra” che narra del complesso rapporto di un padre e un figlio durante la vacanza che fanno insieme ad Acapulco, “Giorni del 1978” incentrato sullo strano rapporto tra due esuli cileni a Barcellona e “Vagabondo in Francia e in Belgio” hanno come protagonista “B” e corrispondono per date e luoghi con possibili eventi realmente accaduti nella vita dell'autore.

## Corrispondenze con le altre opere dell'autore
Arturo Belano, alter ego di Bolaño già protagonista dei I detective selvaggi, torna del racconto "Fotografie", ambientato in uno sperduto villaggio dell'Africa devastato dalla guerra dove Belano legge una raccolta di poesie di autori di lingua francese.
Anche il Lalo Cura, protagonista e voce narrante del racconto “Prefigurazione di Lalo Cura” sembra essere lo stesso che compare nella quarta parte dell'ultimo romanzo di Bolano “2666 - La parte dei delitti”.

## Introduzione alla raccolta di racconti
Nell'edizione italiana pubblicata da Sellerio i racconti sono preceduti da una nota di Jorge Herralde, editore e amico di Bolano, dal titolo “Per Roberto Bolano”. Nel testo Herralde racconta, in particolare, le reazioni della comunità letteraria alla morte di Bolano avvenuta nel 2003 e del rapporto che autore aveva con gli altri scrittori cileni.

## Epigrafe
“L'accusa si scioglierà in risate e tu te ne andrai libero da ogni peso.”
Orazio

## Edizioni
- Roberto Bolaño, Puttane assassine, traduzione di Maria Nicola, La Memoria, Sellerio editore Palermo, 2009,  p. 280, ISBN 88-389-1926-7. traduzione di Ilide Carmignani, Adelphi, 2015